# Milice Ježíše Krista

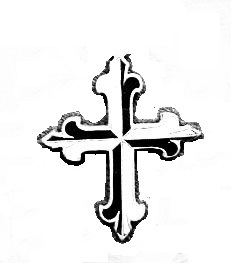
Znak řádu

Milice Ježíše Krista (italsky Milizia di Gesù Cristo) byl středověký rytířský řád, založený v Parmě roku 1233 Bartolomějem, biskupem z Vicenzy, který roku 1234 potvrdil papež Řehoř IX. a dal jej pod správu dominikánů.
Hlavním cílem řádu byl boj proti herezím katarů a Valdenských, a dále měl posílit vztahy mezi papežem a místní šlechtou. Po vzoru svatojakubských rytířů jeho členové neskládali slib chudoby a nežili v klášteře ani v celibátu. Členy byli jak šlechtici, tak i měšťané a tato povaha jeho členů vedla k činnosti zejména ve městech, kde pečovali o slabé a vyloučené ve městech. Členové milice se scházeli každý měsíc pro instrukce od dominikánů, a dále museli třikrát ročně jít ke zpovědi.
Velitelem milice byl velmistr, který rozhodoval o účasti řádových rytířů a ozbrojenců na vojenských akcích, dle potřeby papeže a místních biskupů. Oděv rytířů byl podobný oděvu dominikánů - bílý plášť a černá tunika, odlišoval je pouze černobílý kříž na levé straně tuniky.
Řád zanikl roku 1261, kdy byl nahrazen Řádem Požehnané Panny Marie. Byl ovlivněn řádem Milice Víry Ježíše Krista, který měl podobný název, byl také řízen dominikány a působil ve stejné době, nicméně se jedná o dva odlišné řády, působící na odlišných územích.